# Bahía del Medio
Bahía del Medio (en inglés: Middle Bay) es una entrada de agua ubicada en el extremo noroeste de la isla Soledad del archipiélago de las Malvinas, que según la Organización de las Naciones Unidas (ONU), está en litigio de soberanía entre el Reino Unido, quien la administra como parte del territorio británico de ultramar de las Malvinas, y la Argentina, quien reclama su devolución, y la integra en el departamento Islas del Atlántico Sur de la provincia de Tierra del Fuego, Antártida e Islas del Atlántico Sur.
Esta bahía está entre la bahía San Carlos y la bahía Sucia. Se abre a la Ensenada del Norte y el extremo septentrional del Estrecho de San Carlos. Está delimitada por la punta Correntada al oeste y la punta del Medio al este, y en su interior contiene al riacho Colón y la laguna Paloma. El rincón de los Tres Picos y el asentamiento de Puerto San Carlos se encuentran en sus cercanías.